# 中国人民解放军非现役公勤人员
中国人民解放军非现役公勤人员是中国人民解放军军级以上单位的机关（不含担负作战任务、试验任务的军级单位机关）和非作战部队聘用的公勤岗位非现役人员。

## 简介
2004年4月5日，经中央军委批准,《军队公勤人员聘用管理规定》以中国人民解放军总参谋部、中国人民解放军总政治部、中国人民解放军总后勤部、中国人民解放军总装备部的名义发布施行。
根据有关文件规定，可聘用非现役公勤人员的单位主要指军队军级以上单位的机关（不含担负作战任务、试验任务的军级单位机关）和非作战部队。其中非作战部队是指：“省军区（卫戍区、警备区）、军分区、人武部；军事训练基地；联勤分部、后方仓库、医院、疗养院，物资采购单位、军事代表局；院校，科研（设计）机构；财务结算单位、房地产管理单位，审计事务所；军事法院、检察院，军事监狱、看守所；档案（图书、博物）馆；联络、宣传机构；新闻、出版、文艺、文化体育单位以及干休所等。”非现役公勤人员工作岗位是原来由士官和义务兵承担的公务员、打字员、电话员、放映员、广播员、驾驶员、修理工、护理员、炊事员等公勤岗位。
2006年起，中国人民解放军全面启动非现役公勤人员制度，军级以上单位的机关和非作战部队中由士官和义务兵承担的炊事、驾驶等部分公勤岗位逐步开始聘用地方人员。用人单位同应聘人员依法签订劳动合同，合同期限每期不超过2年，期满需继续聘用的应重新签订合同。非现役公勤人员的生活待遇包括工资、奖金、各种补助、补贴、福利、休假等，由用人单位与非现役公勤人员根据国家、军队和当地政府的规定，结合本单位实际情况，通过劳动合同约定。
非现役公勤人员制度建立后，成为与文职干部、文职人员、职工制度并行的制度。2013年11月中国共产党第十八届中央委员会第三次全体会议《决定》提出，健全完善文职人员制度。这次改革将现有军队人员分为军官、士官、义务兵、文职人员四类，按照“老人老办法、新人新政策”，推进文职干部、文职人员、非现役公勤人员、职工制度向统一的文职人员制度并轨，建立与国家公务员和事业单位工作人员制度衔接、具有比较优势的管理和保障制度机制。

## 中国人民武装警察部队非现役公勤人员
在军队非现役公勤人员制度建立并推行时，也建立了中国人民武装警察部队非现役公勤人员制度。例如继2006年中国人民解放军院校全面启动了非现役公勤人员制度，2007年起武警部队院校也实施了该制度。